# Lusthus

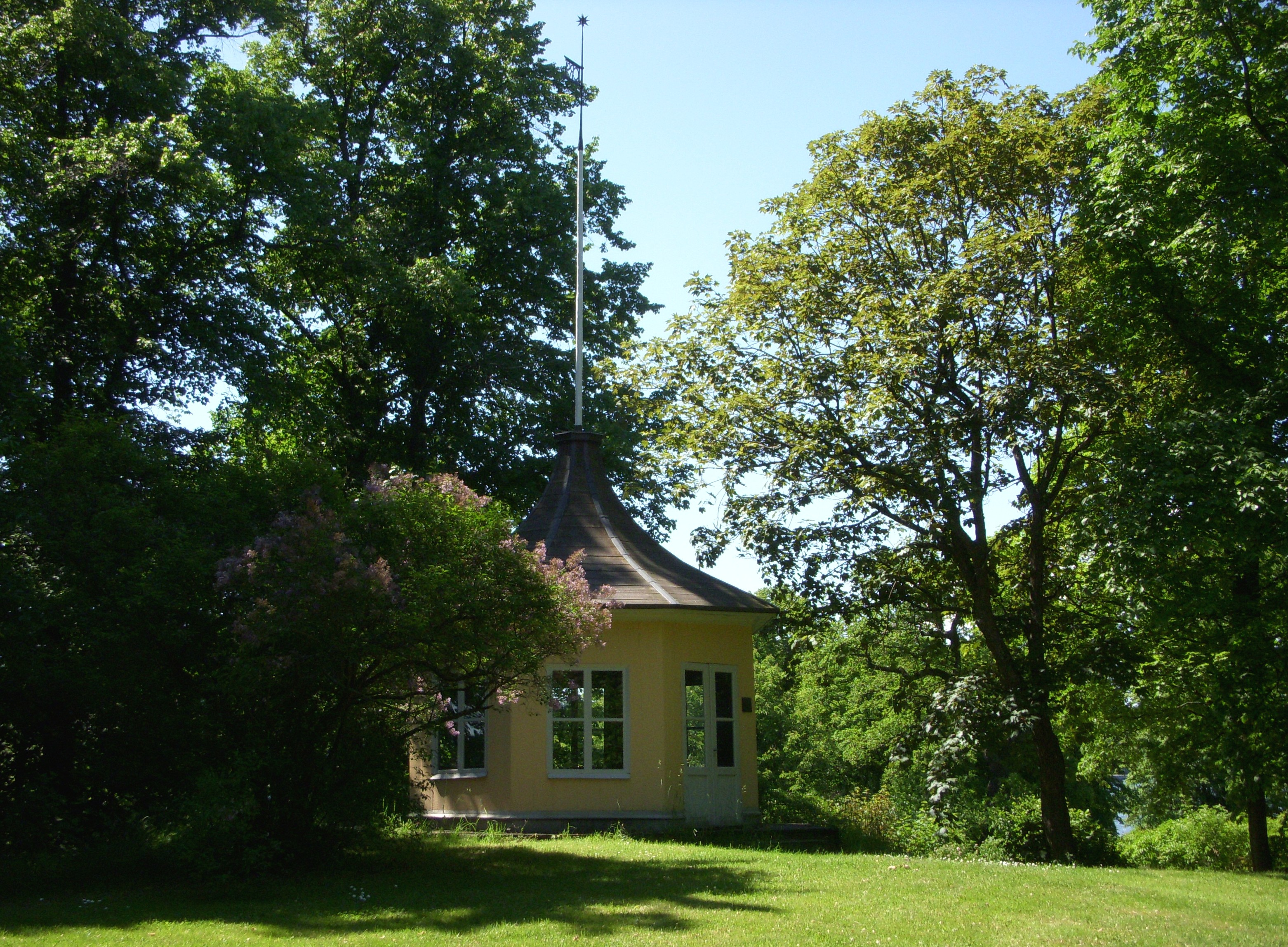
Byggnadsminnesmärkt lusthus vid Nedre Manilla, Södra Djurgården, 1790-tal.

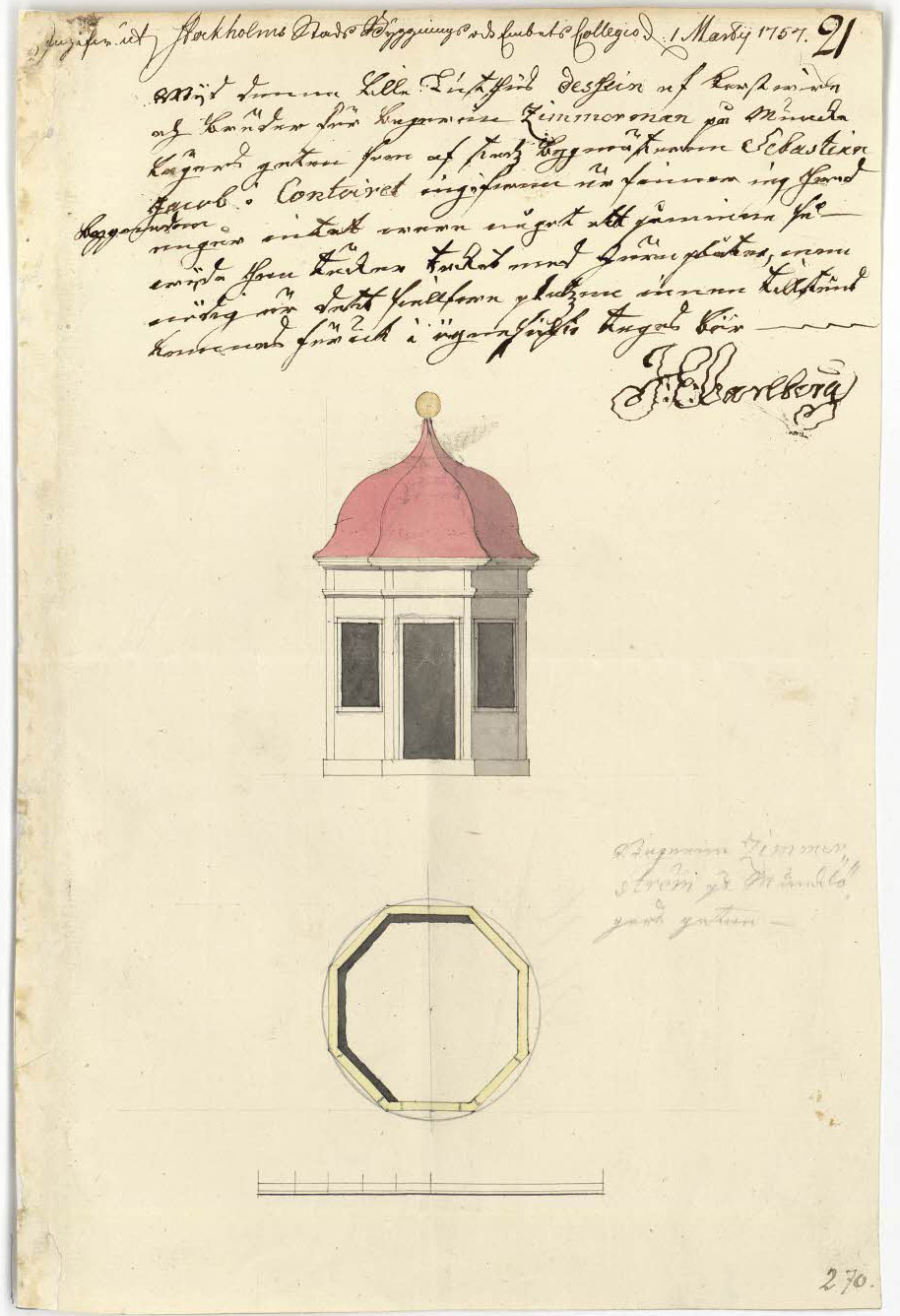
Ritning från 1757 till lusthus vid nuvarande Gamla Brogatan i Stockholm

Ett lusthus är en byggnad som är uppförd i en trädgård eller park, för mera tillfällig vistelse, för rekreation, förr även liktydigt med lustslott, numera mindre trädgårdspaviljong eller kolonistuga.

## Allmänt
Lusthusens historia hör ihop med trädgårdskonstens utveckling från renässansens trädgårdar med labyrinter och lusthus till barockträdgårdens geometriska skapelser i stil med Drottningholms slottspark, med lusthus som ofta hade en vacker framsida medan baksidan vette mot en häck eller mur. Under 1700-talets senare del blev romantikens trädgårdar och engelska parker högsta modet och som en reaktion mot det tidigare rätvinkliga anlades dessa parker med slingrande gångar, dammar, små valvbroar, kinesiska lusthus (exempel Kinesiska paviljongen) och turkiska kiosker (exempel Turkiska kiosken), tempel, grottor och eremitage.
Fåfänga var förr benämning på  trädgårdar med lusthus eller paviljong som anlades på bergshöjder med vidsträckt utsikt.
Ordet för "lusthus" (från tyska Lusthaus) ger associationer till lustagadher, fornsvenskans ord för "lustgården" eller "paradiset". Danskans havehus placerar byggnaden i en inhägnad trädgård, medan engelskans summerhouse talar om dess begränsade användningstid. Ett annat engelskt-amerikanskt namn för lusthus gazebo, egentligen utkikstorn, utkikspaviljong, säger något om lusthusens funktion. Franskans gloriette låter oss förstå, att lusthuset betraktas som trädgårdens lekfulla prydnad och ägarens lilla stolthet - på engelska folly som betyder "dårskap".

## Lusthuset i koloniträdgårdsrörelsen
Den lilla kolonistugan som introducerades tillsammans med koloniträdgårdarna i Sverige kring sekelskifter 1900 kallades från början lusthus. Anna Lindhagen, som var initiativtagare till den svenska kolonirörelsen, menade att kolonilotten med lusthus kunde bli en ersättning för det lantställe som mindre bemedlade inte hade råd med. Hon tyckte att det var viktigt att kolonilotten inte enbart blev en nyttoträdgård utan den skulle vara en lustfylld plats för rekreation. Föreningen koloniträdgårdar i Stockholm tillhandahöll typritningar för dessa små lusthus som hade upprättats av dåtidens främsta arkitekter, bland dem Ragnar Östberg  och Lars Israel Wahlman.

## K-märkt lusthus i Stockholm
I Stockholm finns ett lusthus bevarat sedan 1790-talet. Det står på en liten gräsbevuxen kulle väster om Nedre Manillas inhägnad på Södra Djurgården. Det ingick i en större gårdsanläggning och uppfördes på 1790-talet efter planer av Louis Jean Desprez, en av tidens tongivande arkitekter. Lusthusets nyklassicistiska formspråk med den släta panelen och takets toppiga form ger byggnaden ett arkitekturhistoriskt värde. Huset är sedan 1965 klassat som byggnadsminne.

### Bildgalleri över lusthus i Stockholm med omnejd

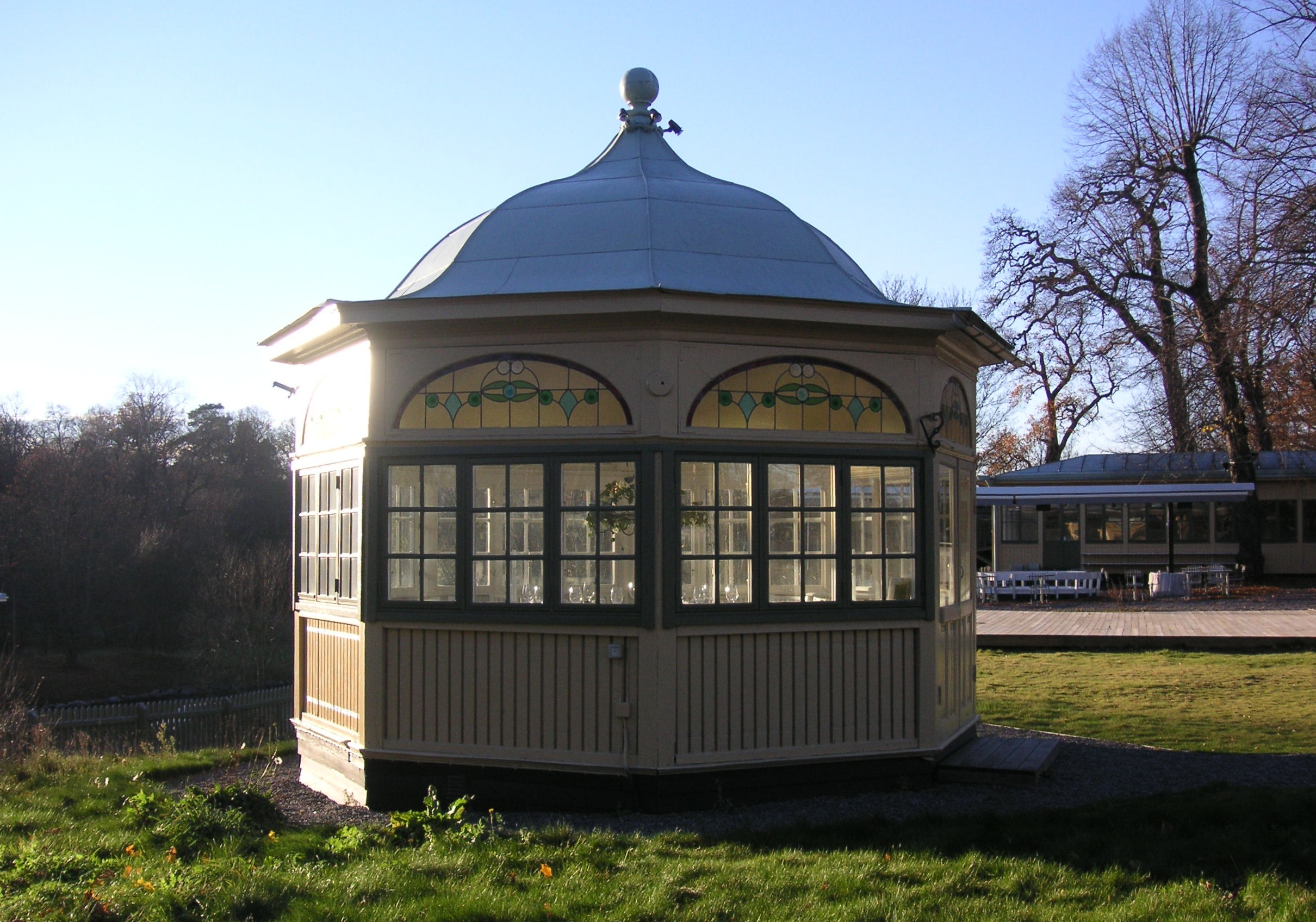
Ett lusthus i Stockholm, vid Djurgårdsbrunn.
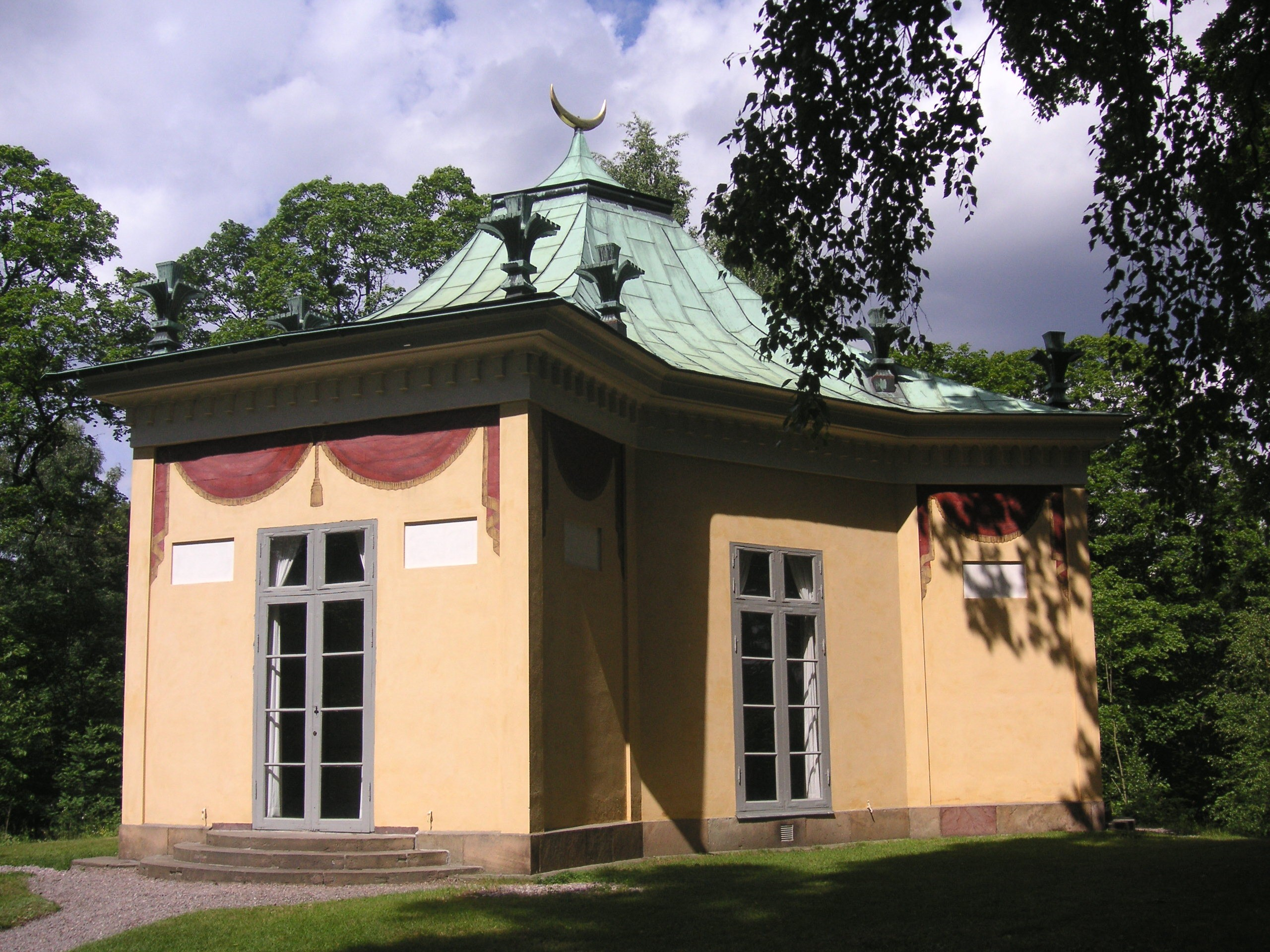
Turkiska kiosken, Hagaparken, ritad av Fredrik Magnus Piper 1788.
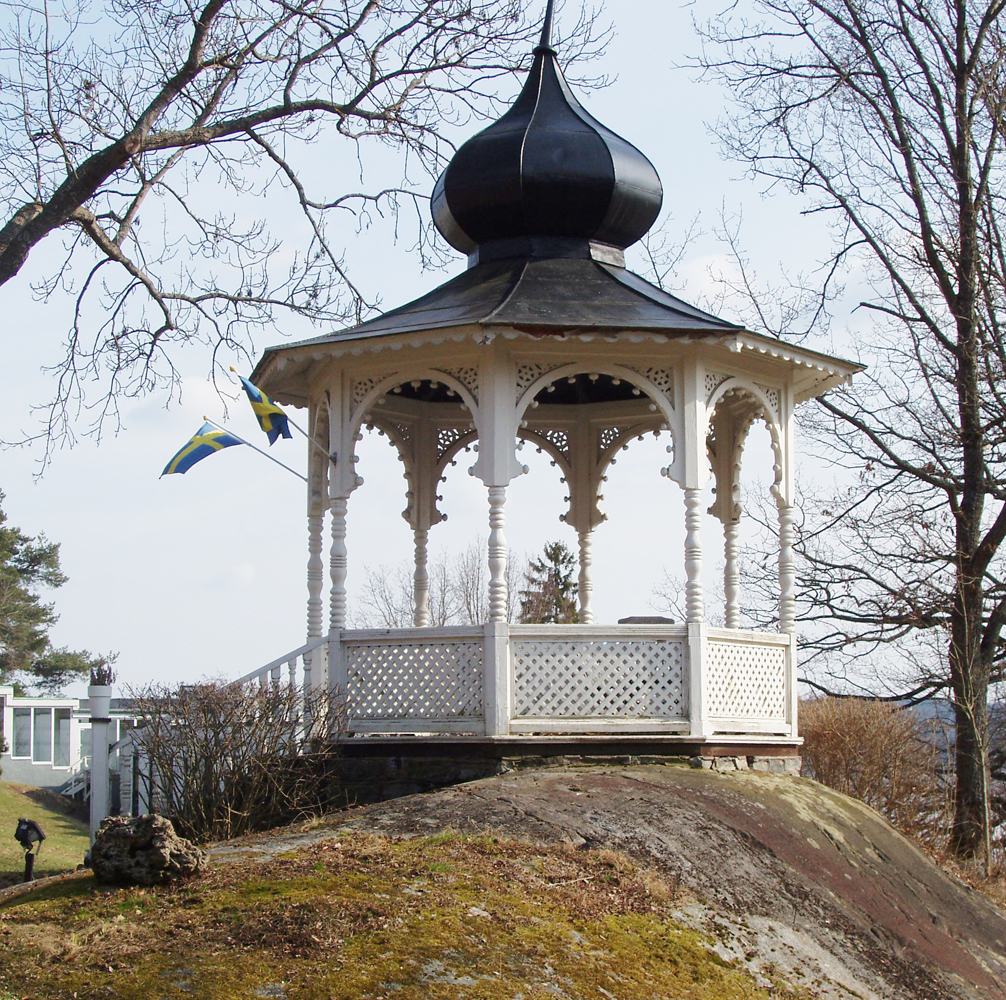
Lusthus vid konferensanläggningen Lovik, Lidingö, 1890-tal.
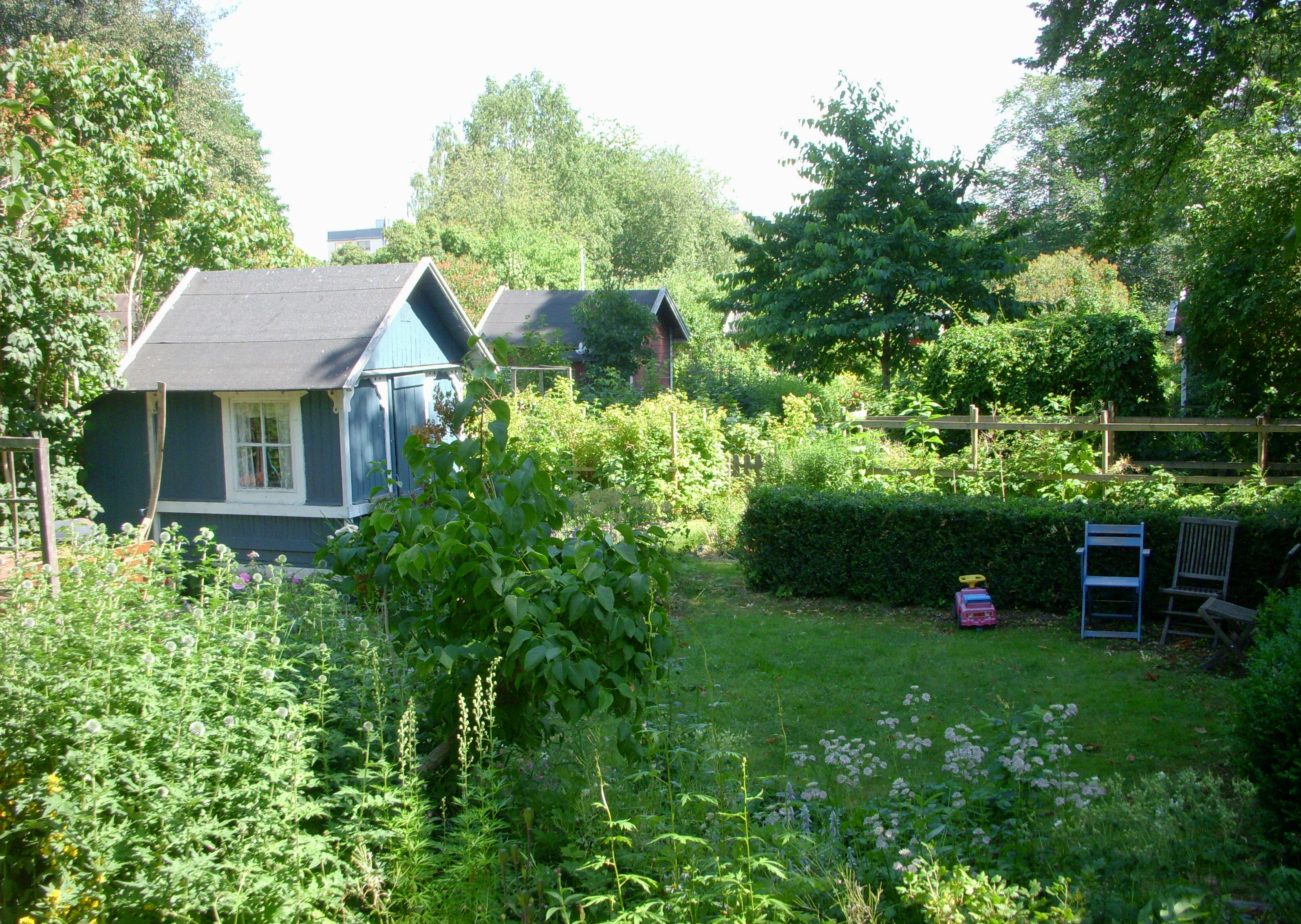
Två av Ragnar Östbergs lusthus, Barnängens koloniträdgård, 1910-tal.

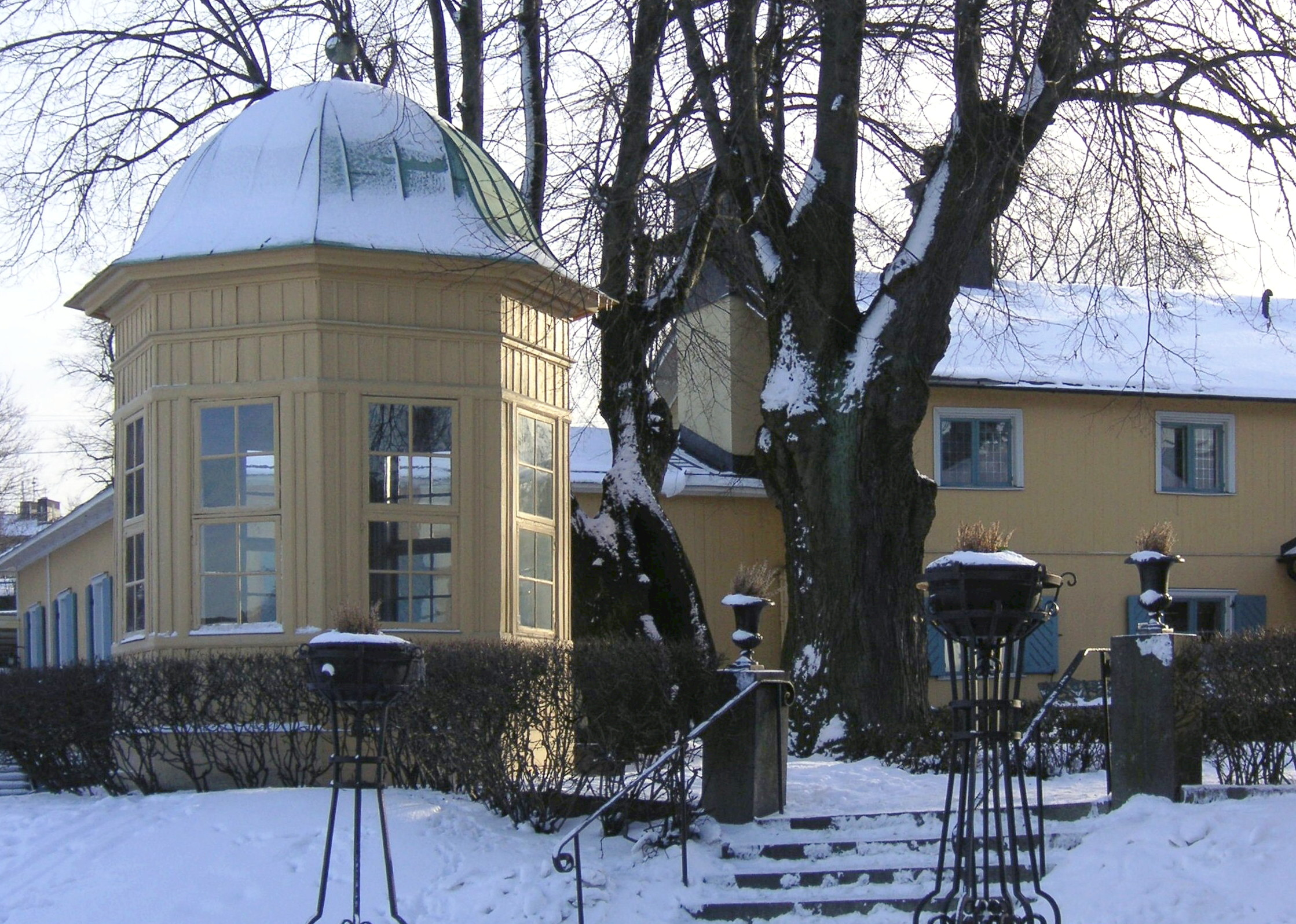
Drottning Kristinas lusthus på Stallmästaregården, 1600-tal
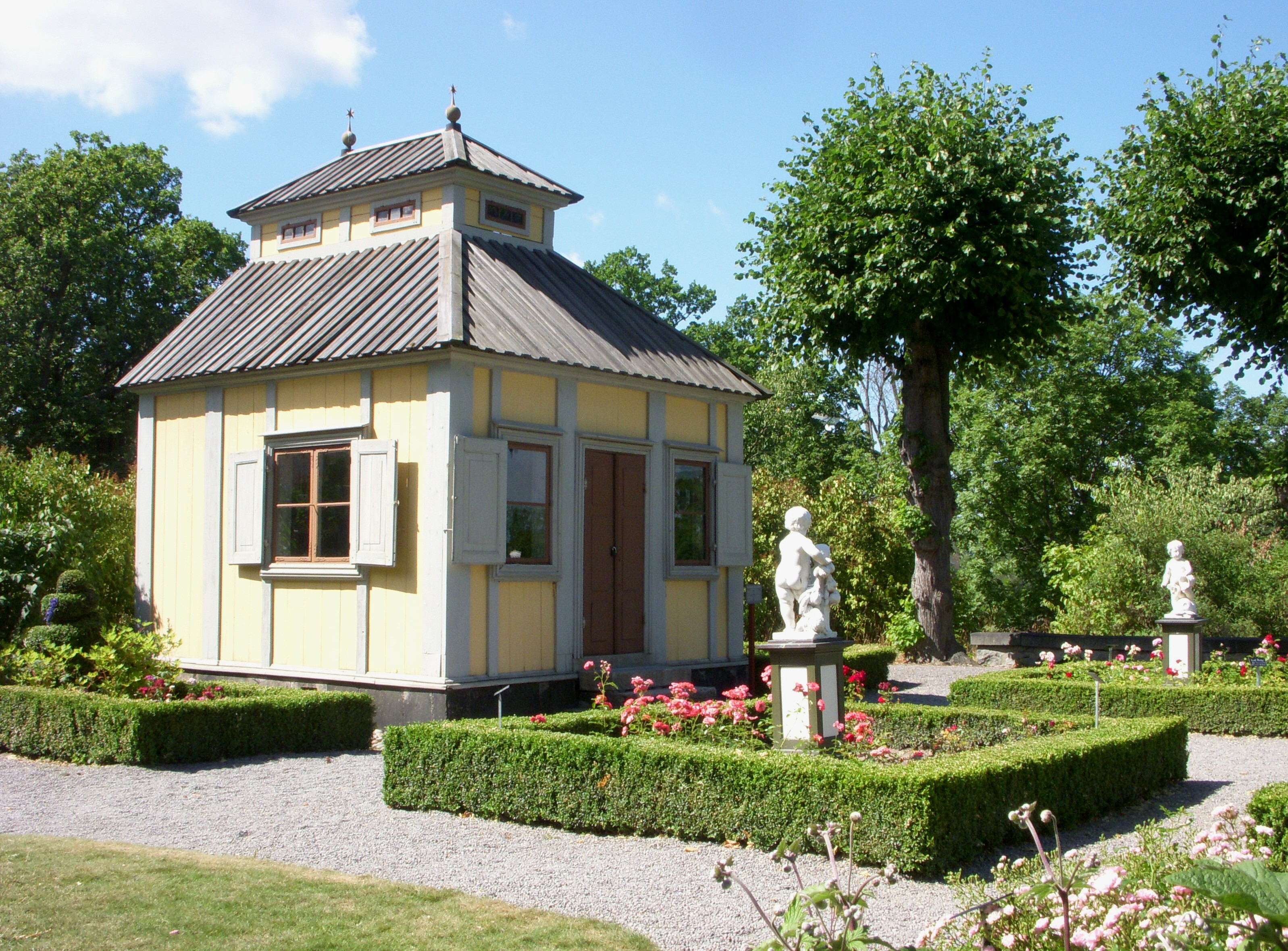
Emanuel Swedenborgs lusthus på Skansen, 1700-tal
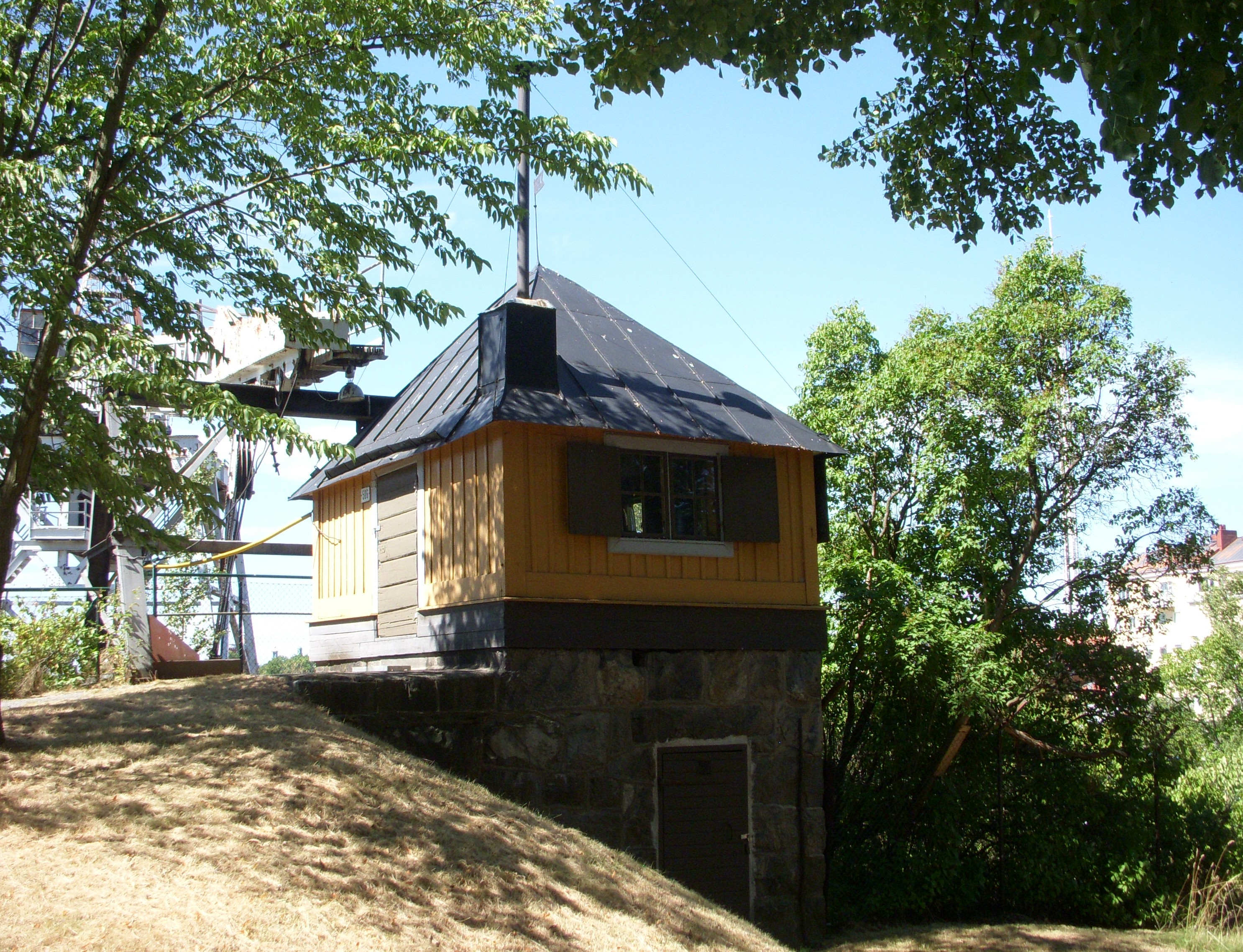
Lusthus på Beckholmen, 1700-tal
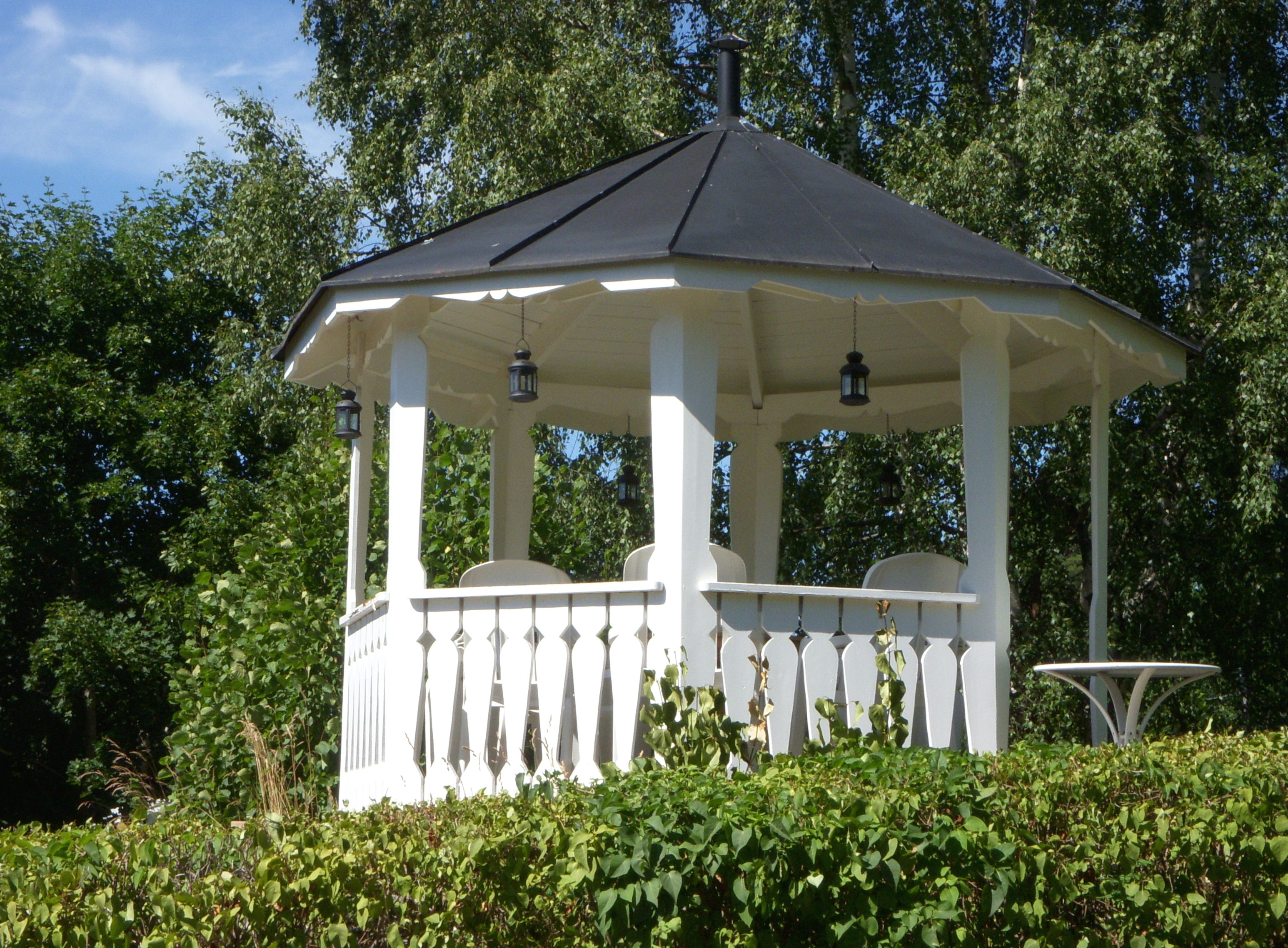
Modernt lusthus vid en villa i Huddinge kommun, 2010